# فرودگاه هال بیچ
فرودگاه هال بیچ (به انگلیسی: Hall Beach Airport) یک فرودگاه همگانی باربری با کد یاتا YUX است که یک باند فرود شن دارد و طول باند آن ۱۶۴۹ متر است. این فرودگاه در کشور کانادا قرار دارد و در ارتفاع ۹ متری از سطح دریا واقع شده‌است.

## شرکت‌های هواپیمایی و مقصدهای پروازی
| شرکت‌های هواپیمایی    | مقصدهای پروازی       |
| -------------------- | -------------------- |
| Canadian North       | ایگلولیک، ایکالیوت   |
| First Air            | ایگلولیک، ایکالیوت   |
| Canadian Helicopters | North Warning System |